# Anonymous Call Rejection
Anonymous Call Rejection (ACR) - usługa w sieci telefonii komórkowej, pozwalająca na automatyczne odrzucanie połączeń przychodzących z numerów zastrzeżonych. Osoba dzwoniąca otrzymuje komunikat o braku możliwości zrealizowania połączenia.